# Bassarona dunya
Bassarona dunya es una especie de  Lepidoptera de la familia Nymphalidae,  subfamilia Limenitidinae, tribu Adoliadini, del género Bassarona.

## Subespecies
- Bassarona dunya dunya
- Bassarona dunya mahara (Fruhstorfer)
- Bassarona dunya manaya (Fruhstorfer)
- Bassarona dunya monara (Fruhstorfer)
- Bassarona dunya saidja (van de Poll, 1895)
- Bassarona dunya jionoi
- Bassarona dunya placida

## Distribución
Esta especie y las subespecies de Lepidoptera se encuentran localizadas en Birmania, Malasia, Península Malaya, Java, Sumatra y Borneo. 